# 菲啶
菲啶（英語：Phenanthridine）是一种含氮杂环化合物，化学式C13H9N。菲啶是嵌入DNA并与之结合的荧光染料的骨架，使得核酸电泳后的胶片可以辨识核酸的相对位置，例如核酸染料溴化乙锭和碘化丙锭。吖啶是菲啶的同分异构体。

## 发现与合成
菲啶于1891年由阿梅·百达和H. J. 安克斯密特发现于苯甲醛与苯胺缩合产物的热解。皮克特-休伯特反应（1899年）从N-酰基-2-对联苯基苯胺在加热与氯化锌催化下生成菲啶。
1931年，Morgan与Walls改进此方法，以硝基苯为溶剂，使用三氯氧磷催化，该反应又称为Morgan–Walls反应。
类似的反应有比施勒－纳皮耶拉尔斯基反应和皮克特－施彭格勒反应。